# Саюри
Саюри (яп. さユり, 7 июня 1996, Фукуока — 20 сентября 2024) — японская певица и автор песен. Сотрудничала с Ariola Japan.

## Биография
Саюри начала сочинять музыку во время учёбы во втором классе средней школы (восьмой по российским стандартам), причём ставила себе в пример творчество коллектива Kanjani 8. В 2012 году она удостоилась Гран-при по итогам пятого конкурса Music Revolution, спонсируемого Yamaha Music Foundation. В следующем году она переехала в Токио.
В 2015 году Саюри совершила профессиональный дебют, выпустив 25 августа свой первый сингл «Mikazuki» (яп. ミカヅキ микадзуки, «Полумесяц»), который послужил закрывающей композицией аниме-сериала Rampo Kitan: Game of Laplace. 24 февраля 2016 года был издан её третий сингл «Sore wa Chiisana Hikari no Youna» (яп. それは小さな光のような сорэ ва ти:сана хикари но ё:на, «Это словно маленький свет»), ставший финальной темой аниме «Город, в котором меня нет». Автором песни выступила Юки Кадзиура, композитор самого сериала. 7 декабря того же года вышел её четвёртый сингл «Furaregai Girl» (яп. フラレガイガール фурарэгай га:ру, «Девушка, которая должна быть отвергнута»), записанный при участии Ёдзиро Ноды из группы RADWIMPS. Нода прокомментировал запись словами: «Я уже написал музыку и слова песни, однако знал, что не смогу исполнить её. Какое-то время я искал истинного владельца этой песни. Потом я случайно оказался в звукозаписывающей студии рядом с Саюри. Я послушал её компакт-диск, и в тот момент нечто, что было лишь туманным очертанием песни, стало кристально ясным. Это была песня, которую предназначалось спеть ей».
Пятый сингл певицы «Heikousen» (яп. 平行線 хэйко:сэн, «Параллельная линия»), изданный 1 марта 2017 года, использовался в качестве закрывающей композиции аниме Kuzu no Honkai. 17 мая того же года был выпущен её первый альбом под названием Mikazuki no Koukai. Он занял 1-е место в ежедневном и 3-е в еженедельном чартах Oricon, тем самым обозначив новую веху в её карьере. Следующий сингл Саюри «Tsuki to Hanataba» (яп. 月と花束 цуки то ханатаба, «Луна и букет») вышел 28 февраля 2018 года и стал финальной темой аниме Fate/Extra Last Encore. 6 июля 2018 года Саюри выступила во время Anime Expo в США. Вместе с группой My First Story она записала песню «Reimei» (яп. レイメイ рэймэй, «Рассвет»), которая вышла 5 декабря 2018 года и стала второй открывающей композицией аниме-сериала Golden Kamuy.
Саюри участвовала в записи песни Хироюки Савано «Me & Creed <nZkv>», которая послужила главной темой мобильной игры Blue Exorcist: Damned Chord. Для четвёртого сезона аниме «Моя геройская академия» певица исполнила закрывающую композицию под названием «Koukai no Uta» (яп. 航海の唄 ко:кай но ута, «Песня о путешествии»).
18 марта 2024 года певица сообщила, что выходит замуж за музыканта Аму Араси. 25 июля Саюри сообщила, что приостанавливает музыкальную карьеру из-за проблем с голосом. 27 сентября 2024 года Ама Араси сообщил, что 28-летняя певица скончалась 20 сентября после долгой хронической болезни. Похороны Саюри прошли в закрытом режиме.

## Дискография

### Синглы
| Дата выхода     | Название                                                     | Высшая позиция в чарте | Высшая позиция в чарте | Альбом             |
| Дата выхода     | Название                                                     | Oricon                 | Japan Hot 100          | Альбом             |
| --------------- | ------------------------------------------------------------ | ---------------------- | ---------------------- | ------------------ |
| 25 августа 2015 | «Mikazuki» (ミカヅキ)                                        | 20                     | 35                     | Mikazuki no Koukai |
| 24 февраля 2016 | «Sore wa Chiisana Hikari no Youna» (それは小さな光のような)  | 17                     | 15                     | Mikazuki no Koukai |
| 23 июня 2016    | «Ru-Rararu-Ra-Rurararu-Ra-» (るーららるーらーるららるーらー) | —                      | —                      | Mikazuki no Koukai |
| 7 декабря 2016  | «Furaregai Girl» (フラレガイガール)                          | 17                     | 22                     | Mikazuki no Koukai |
| 1 марта 2017    | «Heikousen» (平行線)                                         | 10                     | 10                     | Mikazuki no Koukai |
| 28 февраля 2018 | «Tsuki to Hanataba» (月と花束)                               | 10                     | 10                     | —                  |
| 27 ноября 2019  | «Koukai no Uta» (航海の唄)                                   | 12                     | 34                     | —                  |

### Студийные альбомы
| Дата выхода | Детали                                                                                | Высшая позиция в чарте | Высшая позиция в чарте |
| Дата выхода | Детали                                                                                | Oricon                 | Japan Hot 100          |
| ----------- | ------------------------------------------------------------------------------------- | ---------------------- | ---------------------- |
| 17 мая 2017 | Mikazuki no Koukai (ミカヅキの航海) - Лейбл: Ariola Japan - Формат: CD, CD+DVD, CD+BD | 3                      | 4                      |

## Награды и номинации
| Год  | Церемония                                              | Награда                                                                | Номинант или номинируемая работа | Итог      |
| ---- | ------------------------------------------------------ | ---------------------------------------------------------------------- | -------------------------------- | --------- |
| 2012 | Music Revolution при поддержке Yamaha Music Foundation | Гран-при                                                               | «Ru-Rararu-Ra-Rurararu-Ra-»      | Победа    |
| 2012 | Music Revolution при поддержке Yamaha Music Foundation | Награда Министерства образования, культуры, спорта, науки и технологий | «Ru-Rararu-Ra-Rurararu-Ra-»      | Победа    |
| 2018 | Space Shower Music Awards                              | Лучший музыкальный прорыв                                              | Саюри                            | Номинация |